# Wojciech Sokolewicz

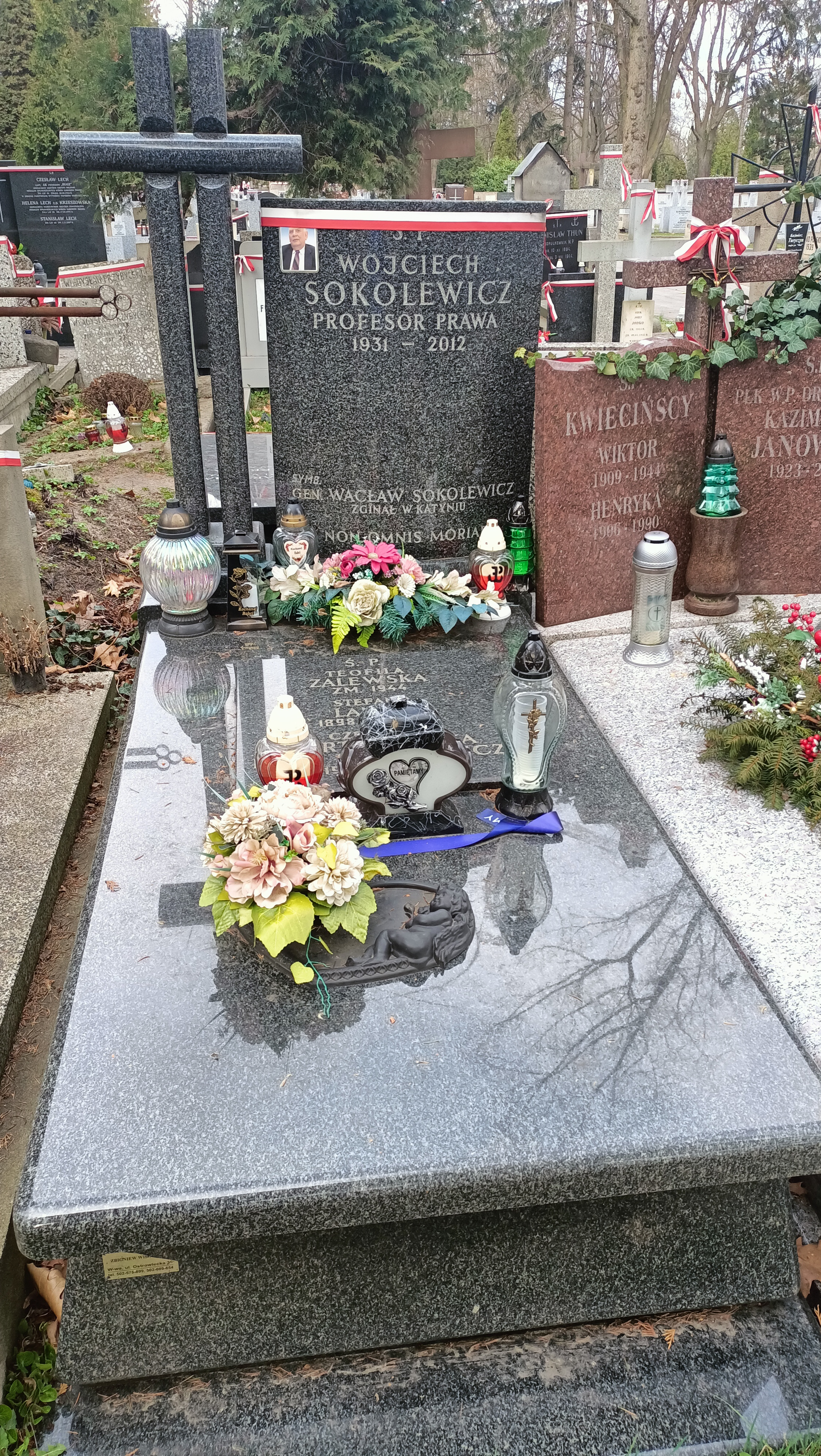
Grób Wojciecha Sokolewicza na Cmetarzu Wojskowym na Powazkach

Wojciech Wacław Sokolewicz (ur. 27 marca 1931 w Warszawie zm. 13 marca 2012 w Warszawie) – polski prawnik, profesor nauk prawnych oraz sędzia Trybunału Konstytucyjnego w latach 1993–1999.

## Życiorys
W młodości harcerz, członek Szarych Szeregów. Nie brał udziału w powstaniu warszawskim (miał w chwili jego wybuchu 13 lat). Został wywieziony na roboty przymusowe do Niemiec.
Absolwent prawa na Wydziale Prawa Uniwersytetu Warszawskiego (1954). Doktor nauk prawnych od 1964, doktor habilitowany od 1968. Profesor nadzwyczajny od 1974, profesor zwyczajny od 1987. Zastępca dyrektora Instytutu Nauk Prawnych PAN i kierownik zespołu badań nad instytucjami i doktrynami polityczno-prawnymi USA w latach 1969–1974. Od 1983 do 1992 kierownik zespołu prawa konstytucyjnego INP PAN.
Członek Rady Legislacyjnej przy Prezesie Rady Ministrów w latach 1984–1992, ekspert sejmowej Komisji Konstytucyjnej w latach 1990–1991. Sędzia Trybunału Konstytucyjnego od 1993 do 1999, kiedy to zrezygnował ze stanowiska.
Członek Zrzeszenia Prawników Polskich, Polskiego Towarzystwa Prawa Konstytucyjnego, członek korespondent Międzynarodowej Akademii Prawa Porównawczego w Paryżu. Autor lub współautor ponad 400 publikacji, w tym kilkunastu książek. Były wykładowca prawa konstytucyjnego w Akademii Leona Koźmińskiego. Był nauczycielem akademickim w Prywatnej Wyższej Szkole Nauk Społecznych, Komputerowych i Medycznych w Warszawie.
W 2001 odznaczony Krzyżem Komandorskim Orderu Odrodzenia Polski.
Sławomir Cenckiewicz i Piotr Gontarczyk ujawnili, że z zachowanych akt Służby Bezpieczeństwa wynika, że Wojciech Sokolewicz był przez kilkadziesiąt lat agentem UB/SB o pseudonimie „Wacław”. Już w latach 40. donosił na uczniów warszawskiego liceum im. Reytana, do którego uczęszczał. Na podstawie jego informacji, za które pobierał wynagrodzenie, przeprowadzano werbunki, przeszukania i zatrzymania. W 1957 doniósł na kolegów kolportujących broszurę Józefa Światły „Za kulisami bezpieki i partii”. Donosił na osoby ze środowiska prawniczego, w którym się obracał. Potem pracował dla Departamentu I MSW (wywiad). Karierę agenturalną zakończył w 1984.
Pochowany na cmentarzu wojskowym na Powązkach w Warszawie (kwatera A25, rząd 12, grób 4).